# Механізований піхотний батальйон Великого князя Кейстута
Механізований піхотний батальйон Великого князя Кейстута (лит. Lietuvos didžiojo kunigaikščio Kęstučio mechanizuotasis pėstininkų batalionas) — підрозділ сухопутних військ збройних сил Литви. Один з підрозділів високої бойової готовності, призначений для виконання завдань за межами країни.

## Історія
- 1 вересня 1991 - в Юрбаркасі було створено загін швидкого реагування, до якого 24 жовтня того ж року було приєднано підрозділ у Расейняї зі складу бригади швидкого реагування, на основі чого було створено роту в Юрбаркасі.
- 16 січня 1992 - рота з Юрабркаса була об'єднана з ротою з Ресейняй і таким чином утворено мото-десантний батальйон у Таураге.
- 2 червня 1994 - батальйон увійшов до складу 1-ї польової піхотної бригади імені Залізного вовка.
- 1995 - батальйон отримав бойове знамено з гаслом «На вістрі Литовської свободи і честі».
- 9 лютого 1996 - батальйон з Таураге було перейменовано у моторизований піхотний батальйон «Залізний вовк».
- 1 грудня 1999 - батальйон увійшов до складу 2-ї моторизованої піхотної бригади «Жемайтія».
- 22 лютого 2000 - батальйон було перейменовано у моторизований піхотний батальйон Великого князя Литовського Кейстута.

Механізований піхотний батальйон розпочав брати участь у миротворчих місіях у 1995 році. Від 1995 до 2010 року батальйон брав участь в місіях з підтримання миру в Хорватії, Боснії і Герцеговині, Іраку, починаючи з 2007 року. - Міжнародна операція в Афганістані. На базі батальйону були сформовані Литовські військові контингенти PAG-5 та PAG-11 під керівництвом спільної цивільної та військової місії в Афганістані, провінції Гор, Міжнародних сил сприяння безпеці НАТО.
- 2014 - батальйон почав підготовку до річної ротації в силах швидкого реагування НАТО, яка розпочалась у 2015 році.
- 1 січня 2016 - на основі батальйону знову формується моторизована піхотна бригада «Жемайтія».[1]

## Командування
- підполковник Арунас Ґаяускас